# NGC 227
NGC 227 è una galassia lenticolare situata nella costellazione della Balena.

## Descrizione
Le galassie NGC 227 e UGC 439 formano una coppia di galassie.

## Scoperta
NGC 227 è stata scoperta il 1º ottobre 1785 dall'astronomo britannico di origine tedesca William Herschel.